# نمذجة البيانات

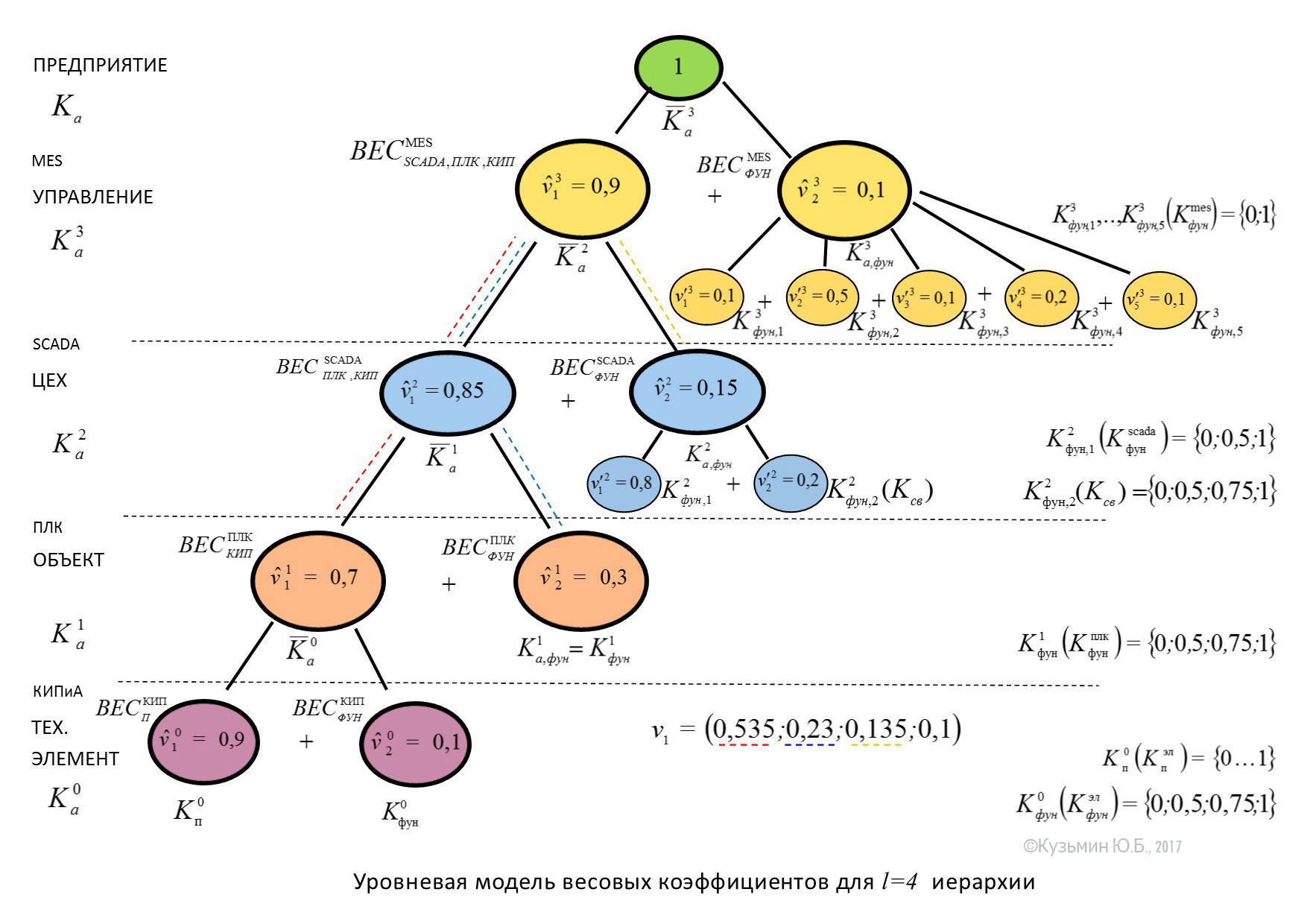
نمذجة البيانات

نمذجة البيانات هي عملية إنشاء نماذج بيانات عبر تطبيق تقنيات النمذجة الرسمية.

## لمحة عامة
نمذجة البيانات هو العملية المستخدمة لتحديد وتحليل الاحتياجات من البيانات اللازمة لدعم العمليات التجارية في نطاق نظم المعلومات في المنظمات. ولذلك، فإن عملية نمذجة البيانات تضم مصممي النماذج البيانات المحترفين و الذين يعملون بشكل وثيق مع أصحاب المصلحة التجارية، وكذلك المستخدمين المحتملين لنظام المعلومات.
هناك ثلاثة نماذج لقواعد المعطيات و هي:
1. المخطط المفاهيمي
2. المخطط المنطقي
3. المخطط الفيزيائي

تستخدم تقنيات و منهجيات نمذجة البيانات لنمذجة المعطيات بطريقة معيارية, متسقة, يمكن النبؤ بها من أجل إدارتها كموارد. ينصح بشدة باستخدام معايير نمذجة البيانات لجميع المشاريع التي تتطلب وسيلة قياسية من تحديد و تحليل البيانات داخل المنظمة ، على سبيل المثال ، وذلك باستخدام نمذجة البيانات :
لمساعدة محللي الأعمال و المبرمجين ، ومختبري الكود ،متخصصي تقانة المعلومات والمهندسين والمديرين و المنظمات ذات الصلة والعملاء على فهم واستخدام النماذج شبه الرسمية المتفق عليها مفاهيم المنظمة و كيفية ارتباطها بعضها ببعض
لإدارة البيانات كموارد
لدمج نظم المعلومات
لتصميم قواعد المعطيات

## مواضيع نمذجة البيانات

### نموذج البيانات
نماذج البيانات توفير هيكل للبيانات المستخدمة في نظم المعلومات من خلال توفير تعريف و صيغة محددة. إذا اُسْتُخْدِم نموذج البيانات بشكل متسق عبر أنظمة، فيمكن تحقيق توافق البيانات . إذا اُسْتُخْدِمَت نفس هياكل البيانات لتخزين البيانات والوصول إليها، فيمكن للتطبيقات المختلفة مشاركة البيانات بسلاسة. يشار إلى نتائج هذا في الرسم البياني . ومع ذلك، غالباً ما تكون الأنظمة والواجهات مكلفة في البناء والتشغيل والصيانة. كما أنها قد تحد من عمل بدلا من تقديم الدعم لها. قد يحدث هذا عندما تكون نوعية نماذج البيانات المطبقة في الأنظمة والواجهات رديئة.
وغالباً ما توضع قواعد العمل الخاصة بكيفية عمل الأشياء في مكان معين، في هيكل نموذج البيانات. وهذا يعني أن التغييرات الصغيرة في الطريقة التي تؤدى بها الأعمال تؤدي إلى تغييرات كبيرة في أنظمة الكمبيوتر و الواجهات. لذلك ، تحتاج قواعد العمل التي سَتُنَفَّذ بطريقة مرنة لا يؤدي إلى تبعيات معقدة ، وينبغي أن يكون بدلا من نموذج البيانات مرنة بما فيه الكفاية بحيث التغييرات في الأعمال يمكن تنفيذها ضمن نموذج البيانات بطريقة سريعة وفعالة نسبيا .
وغالبا لا تُحَدَّد أنواع الكيانات، أو تُحَدَّد بشكل غير صحيح . هذا يمكن أن يؤدي إلى تكرار البيانات، و هيكل البيانات والوظائف ، جنبا إلى جنب مع التكاليف المصاحبة لتلك الازدواجية في التنمية والصيانة لذلك ينبغي بذل تعريفات البيانات و صريحة وسهلة الفهم قدر الإمكان للحد من سوء تفسير والازدواجية .
نماذج البيانات لنظم مختلفة بشكل تعسفي . نتيجة لذلك هو أن يطلب من واجهات معقدة بين النظم التي تتقاسم البيانات . ويمكن لهذه الواجهات تمثل بين 25-70 ٪ من تكلفة النظم الحالية . وينبغي النظر في الواجهات المطلوبة بطبيعتها في حين تصميم نموذج البيانات، كنموذج البيانات من تلقاء نفسها لن تكون قابلة للاستخدام من دون واجهات ضمن أنظمة مختلفة.
لا يمكن مشاركة البيانات إلكترونيا مع العملاء والموردين ، وذلك لأن هيكل و معنى البيانات لم تكن موحدة. للحصول على القيمة المثلى من نموذج البيانات تنفيذها ، فمن المهم جدا تحديد المعايير التي من شأنها ضمان أن نماذج البيانات على حد سواء تلبية احتياجات العمل و تكون متسقة.